# Journal of Dynamical and Control Systems
Journal of Dynamical and Control Systems is een internationaal, aan collegiale toetsing onderworpen wetenschappelijk tijdschrift op het gebied van de regeltechniek en de toegepaste wiskunde. De naam wordt in literatuurverwijzingen meestal afgekort tot J. Dyn. Contr. Syst. Het wordt uitgegeven door Springer Science+Business Media.